# Salvador de Madariaga
Salvador de Madariaga y Rojo (La Coruña, 23 luglio 1886 – Locarno, 14 dicembre 1978) è stato un diplomatico, politico e scrittore spagnolo.
Fu padre di Nieves de Madariaga e di Isabel de Madariaga.

## Biografia
Figlio del colonnello Darío José de Madariaga e di María Ascensión Rojo, studiò ingegneria a Parigi e ottenne un Master all'Università di Oxford. Successivamente svolse la propria attività d'ingegnere in Spagna per la Compagnia ferroviaria spagnola del Nord ma abbandonò questo impiego per trasferirsi a Londra e lavorare come giornalista presso il Times. Nel 1921 divenne membro del Segretariato della Società delle Nazioni e poi capo del settore "disarmo" nel 1922. Nel 1928 divenne professore di spagnolo all'Università di Oxford per tre anni, durante i quali scrisse tre libri sulla psicologia nazionale intitolati Englishman, Frenchman e Spaniard. Nel 1931 fu nominato ambasciatore negli Stati Uniti d'America e rappresentante permanente presso la Lega delle Nazioni, restandovi per cinque anni.
Tra il 1932 e il 1934 fu ambasciatore in Francia. Nel 1933 fu eletto nel parlamento spagnolo e fu nominato Ministro dell'Educazione e Ministro della Giustizia. Nel luglio 1936, per sfuggire alla Guerra civile spagnola, si rifugiò in esilio in Inghilterra. Durante l'esilio divenne un aperto oppositore della dittatura di Francisco Franco. Partecipò al Congresso dell'Aia nel 1948 come presidente della commissione culturale e fu uno dei co-fondatori del Collegio d'Europa di Bruges nel 1949. Nel 1976, dopo la morte di Franco, ritornò in Spagna. Nel corso della sua carriera di scrittore pubblicò delle opere su Don Chisciotte, Cristoforo Colombo, Hernán Cortés e la storia dell'America Latina. Per promuovere il suo ideale di riunificazione pacifica dell'Europa, è stata creata la Fondazione Europea Madariaga.

## Vita privata

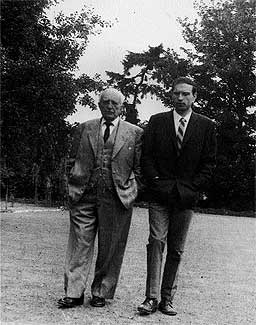
Madariaga con Antonio Jauregui a Oxford, 1972.

In 1912 Salvador sposò Constance Archibald, una storica dell'economia, di origine scozzese. La coppia ebbe due figlie, Nieves Mathews (1917–2003) e la professoressa e storica Isabel de Madariaga (1919–2014). Constance morì nel maggio 1970 e in novembre de Madariaga sposò Emilia Székely de Rauman, che era stata sua segretaria dal 1938. Ella morì nel 1991, all'età di 83 anni.

## Opere tradotte in italiano
- Spagna. Saggio di storia contemporanea, Collana Biblioteca di cultura moderna n.221, Bari, Laterza, 1932.
- Inglesi Francesi Spagnoli, traduzione di Alessandro Schiavi, Collana Biblioteca di cultura moderna, Bari, Laterza, 1933.
- Il nemico di Dio, Milano, Garzanti, 1948.
- Cristoforo Colombo, traduzione di Cesarina Angeletti, Milano, Longanesi, 1951. - Dall'Oglio, Milano, 1961 - Res Gestae, 2015.
- Storia della Spagna, Bologna, Cappelli, 1957-1966.
- Hernán Cortés, Firenze, Casini, 196..
- Bolivar, Milano, Dall'Oglio, 1963.
- Ritratto d'Europa, Roma, Il Borghese, 1964.
- La sacra giraffa, Roma, Il Borghese, 1964.
- Ascesa dell'Impero Ispano-americano, Milano, Dall'Oglio, 1965.
- Caduta dell'Impero Ispano-americano, Milano, Dall'Oglio, 1965.
- I Gialli, i Bianchi e i Neri, Roma, Il Borghese, 1965.
- Viva la Muerte!, Milano, Lerici, 1965.
- Dall'angoscia alla libertà, Roma, Il Borghese, 1966.
- Ritratto di un uomo in piedi, Milano, Il Borghese, 1968.
- Carlo V, Novara, De Agostini, 1969. - col titolo L'Impero di Carlo V. Il regno su cui non tramonta mai il sole, Res Gestae, 2015.